# Hohenthurn
Hohenthurn (en slovène : Straja vas) est une commune autrichienne située dans öe district de Villach-Land, en Carinthie.

## Géographie

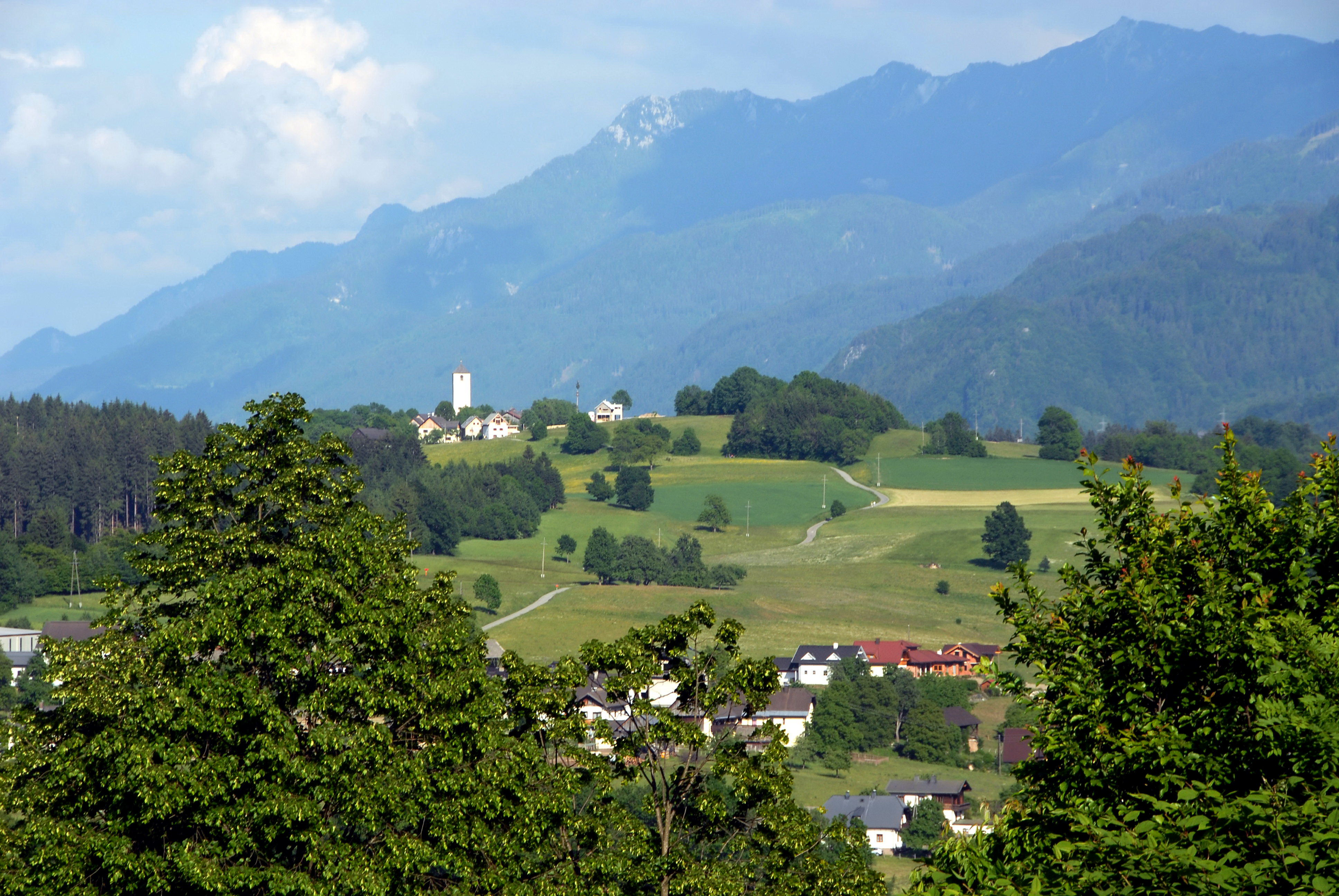
Vue sur Hohenthurn et la vallée de la Gail.

La municipalité bilingue se situe dans la basse vallée de la Gail, sur les versants septentrionaux des Alpes carniques. Au sud-ouest, le territoire communal s'étend jusqu'à la frontière italienne.

## Histoire
Au début du Moyen-Âge, la vallée de la Gail appartenait à la principauté slave de Carantanie qui passa sous la domination du duché de Bavière puis des royaumes francs au XVIIIe siècle. Pendant des siècles, cette partie du duché de Carinthie a été habitée par une communauté de langue slovène.
La localité est citée pour la première fois en 1253, sous le nom de Göströsdorf. La commune d'aujourd'hui se constitua en 1850.

## Personnalités
- Karl Schnabl (né en 1954 au village d'Achomitz), sauteur à ski.